# Inkrustation (Biologie)

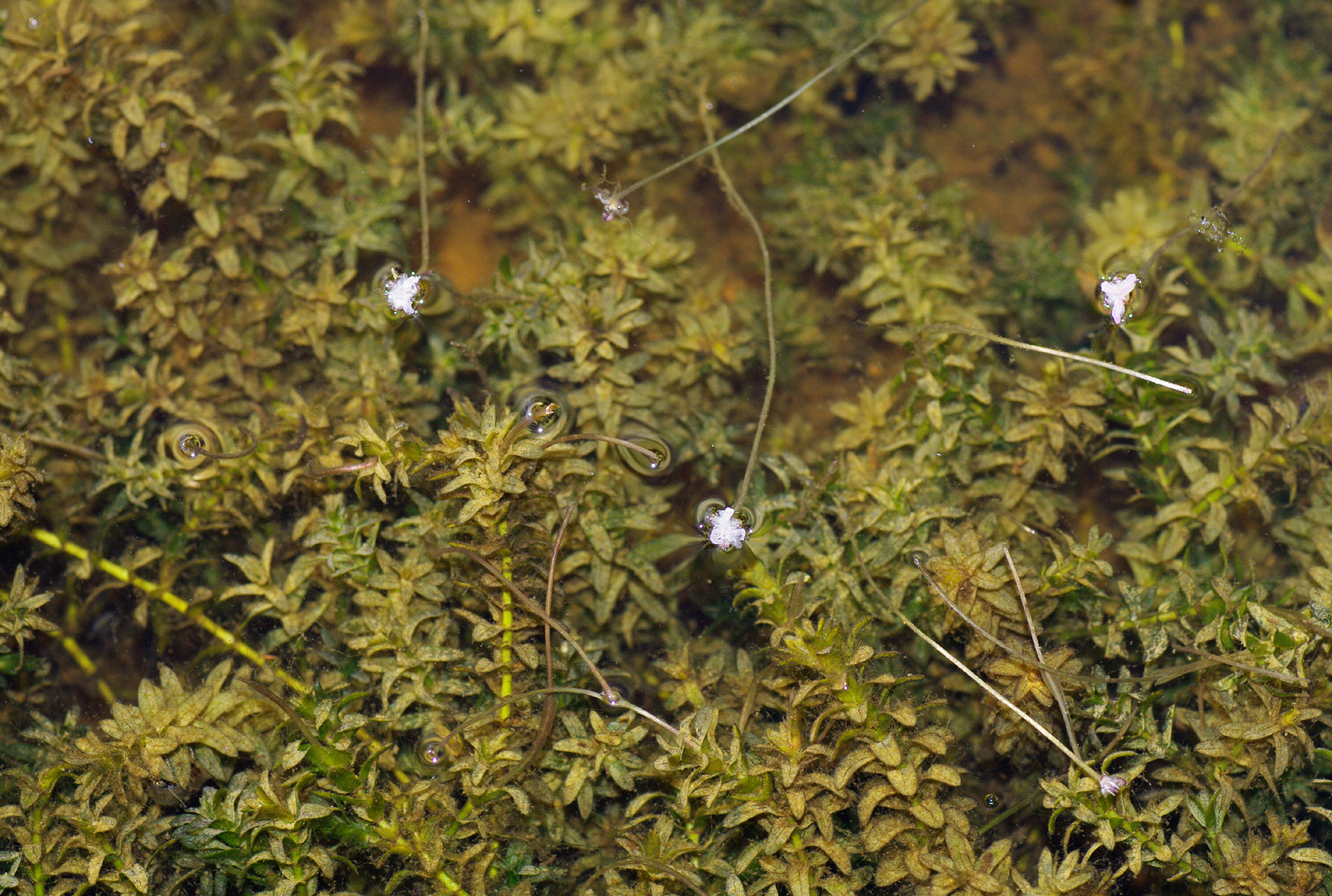
Inkrustation (hier: Ablagerung von Calciumcarbonat durch Calcitfällung) an Pflanzen der Kanadischen Wasserpest; noch deutlicher ist dieser Vorgang oft bei den Armleuchteralgen zu beobachten

Als Inkrustation, auch Inkrustierung, wird in der Biologie bezeichnet:
- Die Krustenbildung um Fossilien oder andere Körper durch Ausfällung von Kalk oder Brauneisen.
- Die Einlagerung organischer oder anorganischer Stoffe (sog. Inkrusten) in das Cellulosegerüst pflanzlicher Zellwände. Zu organischen Inkrusten zählen Lignin, Gerbstoffe, Farbstoffe; anorganische Inkrusten sind Kieselsäure, Kalk und Calciumoxalat.

Davon abgegrenzt wird die Akkrustation (Akkrustierung). Dabei handelt es sich um Auflagerungen von wasserunlöslichem, lipophilem Material auf Zellwandschichten, wobei bei diesen keine Gerüstsubstanz (Cellulose) eingelagert ist.

## Quelle
- Lexikon der Biologie. Bd. 4, S. 354 / Band 1, S. 86. Herder-Verlag, Freiburg 1985/1983, ISBN 3-451-19644-1 / ISBN 3-451-19641-7